# Ternana Calcio 2002-2003
Questa pagina raccoglie le informazioni riguardanti la Ternana Calcio nelle competizioni ufficiali della stagione 2002-2003.

## Stagione
Nella stagione 2002-2003 la Ternana, riammessa in Serie B dopo la scorsa retrocessione, in seguito al fallimento della Fiorentina, disputa un discreto campionato cadetto, raccogliendo 55 punti, che gli sono valsi il settimo posto. Allenate da Mario Beretta le fere hanno avuto un andamento regolare, con 26 punti raccolti nel girone di andata, e 29 nel girone di ritorno. Miglior marcatore dei rossoverdi Massimo Borgobello con 19 reti, uno in Coppa Italia e 18 in campionato. Nella Coppa Italia la Ternana nel primo turno ha eliminato nel sesto gruppo il Napoli, il Lanciano e la Salernitana, poi nel doppio confronto del secondo turno è stata eliminata dal torneo dal Piacenza.

## Rosa
| N. |                          | Ruolo | Calciatore            |
| -- | ------------------------ | ----- | --------------------- |
| 1  | Italia (bandiera)        | P     | Sergio Marcon         |
| 2  | Italia (bandiera)        | D     | Maurizio Caccavale    |
| 3  | Italia (bandiera)        | D     | Christian Terni       |
| 4  | Italia (bandiera)        | D     | Gianluca Grava        |
| 5  | Italia (bandiera)        | D     | Cristian Lizzori      |
| 5  | Italia (bandiera)        | C     | Massimiliano Esposito |
| 6  | Italia (bandiera)        | C     | Filippo Breschi       |
| 7  | Italia (bandiera)        | C     | Ezio Brevi            |
| 8  | Italia (bandiera)        | C     | Riccardo Gissi        |
| 9  | Liechtenstein (bandiera) | A     | Mario Frick           |
| 10 | Italia (bandiera)        | C     | Roberto D'Aversa      |
| 11 | Italia (bandiera)        | A     | Igor Zaniolo          |
| 12 | Italia (bandiera)        | P     | Fabio Vecchiarelli    |
| 13 | Italia (bandiera)        | A     | Vincenzo Aurino       |
| 13 | Australia (bandiera)     | C     | Nick Rizzo            |
| 14 | Italia (bandiera)        | D     | Filippo Medri         |
| 14 | Italia (bandiera)        | D     | Gianluca Giovannini   |

| N. |                     | Ruolo | Calciatore           |
| -- | ------------------- | ----- | -------------------- |
| 15 | Italia (bandiera)   | C     | Domenico Giampà      |
| 16 | Italia (bandiera)   | D     | Gennaro Scarlato     |
| 17 | Marocco (bandiera)  | C     | Houssine Kharja      |
| 18 | Nigeria (bandiera)  | A     | Saidu Adeshina       |
| 19 | Cile (bandiera)     | C     | Luis Antonio Jiménez |
| 20 | Paraguay (bandiera) | A     | Tomás Guzmán         |
| 21 | Italia (bandiera)   | D     | Davide Nicola        |
| 22 | Italia (bandiera)   | P     | Gianmatteo Mareggini |
| 23 | Italia (bandiera)   | A     | Massimo Borgobello   |
| 24 | Italia (bandiera)   | D     | Massimo Paci         |
| 25 | Italia (bandiera)   | C     | Romeo Papini         |
| 26 | Italia (bandiera)   | D     | Andrea Sussi         |
| 27 | Italia (bandiera)   | D     | Andrea Tarozzi       |
| 28 | Italia (bandiera)   | C     | Danilo Turazza       |
| 29 | Italia (bandiera)   | A     | Daniele Cacia        |
| 30 | Italia (bandiera)   | P     | Daniele Tazza        |

## Risultati

### Campionato

#### Girone di andata
| Arbitro: | Nucini (Bergamo) |

|                |           |  |
| Borgobello 37’ | Marcatori |  |

| Arbitro: | Preschern (Mestre) |

|               |           |  |
| Giacchetta 9’ | Marcatori |  |

| Arbitro: | Cassarà (Palermo) |

|  |           |                                |
|  | Marcatori | 36’ Giampà 73’, 81’ Borgobello |

| Arbitro: | Cannella (Palermo) |

|  |           |           |
|  | Marcatori | 88’ Suazo |

| Arbitro: | Pieri (Genova) |

|               |           |           |
| Graffiedi 50’ | Marcatori | 67’ Frick |

| Arbitro: | Ayroldi (Molfetta) |

|             |           |  |
| E. Brevi 6’ | Marcatori |  |

| Arbitro: | De Marco (Chiavari) |

|            |           |                        |
| Protti 57’ | Marcatori | 12’ D'Aversa 24’ Frick |

| Arbitro: | Palmieri (Cosenza) |

|            |           |             |
| Guzman 44’ | Marcatori | 77’ Amerini |

| Arbitro: | Dondarini (Finale Emilia) |

|                                 |           |  |
| F. Caracciolo 27’ Bonfiglio 79’ | Marcatori |  |

| Arbitro: | Pieri (Genova) |

|                  |           |  |
| Borgobello 45+1’ | Marcatori |  |

| Lecce 10 novembre 2002 11ª giornata | Lecce           | 0 – 0 | Ternana | Stadio Via del Mare\| Arbitro: \| Dattilo (Locri) \| |
| Arbitro:                            | Dattilo (Locri) |       |         |                                                      |

| Arbitro: | Palmieri (Cosenza) |

|            |           |            |
| Nicola 87’ | Marcatori | 73’ Scalzo |

| Arbitro: | Dattilo (Locri) |

|                                |           |           |
| Mascara 35’ Maniero 54’ (rig.) | Marcatori | 72’ Frick |

| Arbitro: | Nucini (Bergamo) |

|             |           |                        |
| D'Aversa 6’ | Marcatori | 22’ Zanini 81’ Beretta |

| Arbitro: | Morganti (Ascoli Piceno) |

|            |           |                |
| Bazzani 2’ | Marcatori | 18’, 82’ Frick |

| Arbitro: | Girardi (San Donà di Piave) |

|                     |           |               |
| Borgobello 31’, 59’ | Marcatori | 90’ Anaclerio |

| Arbitro: | Paparesta (Bari) |

|                                    |           |                |
| Oliveira 37’, 67’ Possanzini 90+4’ | Marcatori | 32’ Borgobello |

| Arbitro: | Palanca (Roma) |

|          |           |            |
| Paci 29’ | Marcatori | 3’ Dionigi |

| Arbitro: | De Marco (Chiavari) |

|               |           |  |
| Margiotta 17’ | Marcatori |  |

#### Girone di ritorno
| Arbitro: | Ayroldi (Molfetta) |

|                        |           |                            |
| Zampagna 10’ Sullo 20’ | Marcatori | 14’ (rig.), 87’ Borgobello |

| Arbitro: | Morganti (Ascoli Piceno) |

|                |           |                                                 |
| Borgobello 19’ | Marcatori | 47’ Malagò 58’ De Francesco 76’ (rig.) Moscardi |

| Arbitro: | Cruciani (Pesaro) |

|                                                  |           |  |
| E. Brevi 5’ Borgobello 27’ Guzman 59’ Kharja 90’ | Marcatori |  |

| Arbitro: | Saccani (Mantova) |

|                    |           |                |
| Mauro Esposito 61’ | Marcatori | 38’ Borgobello |

| Arbitro: | Palanca (Roma) |

|                 |           |  |
| M. Esposito 53’ | Marcatori |  |

| Arbitro: | Dattilo (Locri) |

|  |           |              |
|  | Marcatori | 42’ E. Brevi |

| Arbitro: | Bergonzi (Genova) |

|                |           |                   |
| Borgobello 88’ | Marcatori | 82’ (rig.) Protti |

| Venezia 23 marzo 2003 27ª giornata | Venezia         | 0 – 0 | Ternana | Stadio Pierluigi Penzo\| Arbitro: \| Treossi (Forlì) \| |
| Arbitro:                           | Treossi (Forlì) |       |         |                                                         |

| Arbitro: | Cruciani (Pesaro) |

|                             |           |               |
| D'Aversa 38’ Borgobello 75’ | Marcatori | 45+3’ Fontana |

| Arbitro: | Castellani (Verona) |

|  |           |                                         |
|  | Marcatori | 3’ E. Brevi 83’ Borgobello 90+1’ Nicola |

| Terni 14 aprile 2003 30ª giornata | Ternana            | 0 – 0 | Lecce | Stadio Libero Liberati\| Arbitro: \| Preschern (Mestre) \| |
| Arbitro:                          | Preschern (Mestre) |       |       |                                                            |

| Arbitro: | Trentalange (Torino) |

|  |           |                |
|  | Marcatori | 42’ Borgobello |

| Terni 26 aprile 2003 32ª giornata | Ternana              | 0 – 0 | Palermo | Stadio Libero Liberati\| Arbitro: \| Trentalange (Torino) \| |
| Arbitro:                          | Trentalange (Torino) |       |         |                                                              |

| Arbitro: | Saccani (Mantova) |

|                                                               |           |                                              |
| Fava Passaro 25’ Masolini 44’ (rig.) Gubellini 68’ Ciullo 81’ | Marcatori | 37’ Kharja 78’ (rig.) Borgobello 88’ Zaniolo |

| Arbitro: | Preschern (Mestre) |

|             |           |                |
| Zaniolo 72’ | Marcatori | 48’ C. Colombo |

| Arbitro: | Rodomonti (Teramo) |

|                            |           |              |
| Bellavista 38’ De Rosa 56’ | Marcatori | 72’ D'Aversa |

| Arbitro: | Messina (Bergamo) |

|                                        |           |            |
| Borgobello 26’ Paci 89’ Adeshina 90+3’ | Marcatori | 18’ Grieco |

| Arbitro: | Racalbuto (Gallarate) |

|                   |           |  |
| Marcon 37’ (aut.) | Marcatori |  |

| Arbitro: | Pellegrino (Barcellona Pozzo di Gotto) |

|             |           |               |
| Jimenez 10’ | Marcatori | 29’ Zanchetta |

### Coppa Italia

#### Gruppo 6
| Arbitro: | Palanca (Roma) |

|                            |           |                            |
| Pierotti 17’ Vignaroli 39’ | Marcatori | 3’ Borgobello 85’ E. Brevi |

| Arbitro: | Bergonzi (Genova) |

|                                              |           |                             |
| Zaniolo 34’ (rig.) D'Aversa 44’ E. Brevi 82’ | Marcatori | 14’, 33’ Tisci 46’ Ferreira |

| Arbitro: | De Santis (Tivoli) |

|                     |           |  |
| Frick 59’ Gissi 79’ | Marcatori |  |

#### Secondo Turno
| Arbitro: | Bertini (Arezzo) |

|             |           |                  |
| Tarozzi 86’ | Marcatori | 45’ (aut.) Terni |

| Arbitro: | Nucini (Bergamo) |

|                        |           |  |
| Boselli 42’ Hubner 78’ | Marcatori |  |